# Vulcano Cleveland
Il Monte Cleveland o Vulcano Cleveland è uno stratovulcano attivo che comprende tutta la parte occidentale dell'isola di Chuginadak, 40 km a ovest di Unimak, nelle Isole Aleutine. Il vulcano ha una forma tipicamente conica e simmetrica, misura circa 8.5 km di diametro. È unito alla parte orientale dell'isola di Chuginadak a mezzo di una bassa e stretta striscia di terra formata da colate laviche e depositi piroclastici.
Nonostante sia il più alto del gruppo delle cosiddette Quattro Montagne, l'intenso calore sprigionato dal vulcano lo rende meno coperto dai ghiacci durante tutto l'anno. Infatti, oltre all'attività effusiva ed esplosiva del cratere sommitale, sono presenti numerose sorgenti termali e fumarole lungo tutti i fianchi del vulcano.